# 淡腹点翅朱雀
又称点翅朱雀，是雀形目燕雀科的一种鸟类。

## 特征
淡腹点翅朱雀体重约23克，翼长约72.4毫米，嘴峰长约11.9毫米，喙宽度约6.4毫米，喙厚度约7.4毫米，跗蹠长约17.1毫米，尾长约70毫米。淡腹点翅朱雀是部分迁徙的鸟类，其栖息在半开放的灌木丛中，食性为草食性，主要食物来源是植物的干果或种子。

## 分布
中国西南部（西藏东南部至云南北部和四川西部）；越冬于缅甸北部。该物种的模式产地在四川宝兴。